# بوچورنا

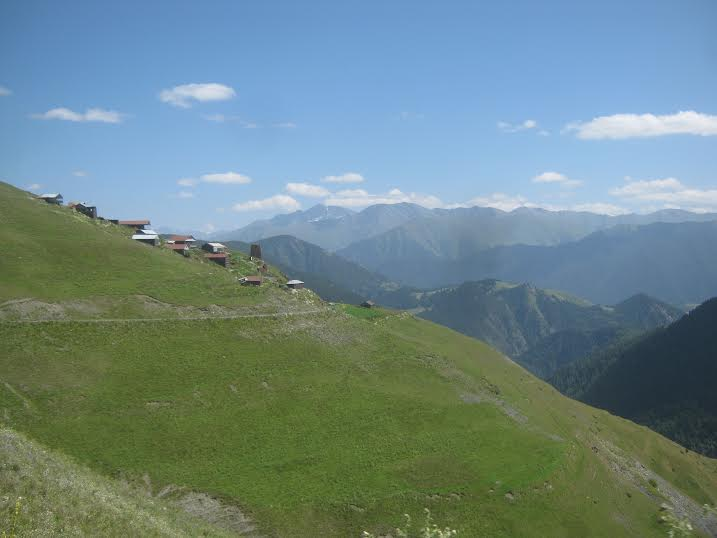
طبیعت آب و هوایی

بوچورنا (به لاتین: Bochorna) یک منطقهٔ مسکونی در گرجستان است که در کاختی واقع شده‌است. بوچورنا ۱ نفر جمعیت دارد و ۲٬۳۴۵ متر بالاتر از سطح دریا واقع شده‌است.